# Oratorio della Madonna della Casa
L'oratorio della Madonna della Casa si trova a Sillano nel comune di Pomarance.
Verso la Rocca di Sillano, proprio nell'ambito della salita al castello esisteva una Madonna in maestà, detta della Casa, cui per voto nel 1727 fu eretto un oratorio, divenuto ben presto santuario della zona; da un loggiato in mattoni si accede all'interno dove, entro un ricco tabernacolo, era custodita la sacra icona, che fu rubata negli anni Ottanta e oggi sostituita da una copia.